# شفافیت اقتصادی
شفافیت اقتصادی (به انگلیسی:Economic Transparency) به معنای در دسترس قرار دادن داده‌های بیشتر و بهتر در مورد وضعیت مالی بانک‌ها و سایر شرکت‌ها است. برخی از اقتصاددانان معتقدند که شفافیت یکی از موثرترین روشهای تنظیم اقتصاد است. شکست صنایع مشهور باعث خواستار افزایش شفافیت و کمک به بهبود حاکمیت شرکت‌ها در ایالات متحده و سایر کشورهای صنعتی شد. در سال‌های اخیر بانک‌های مرکزی در سراسر جهان به مسئله شفاف سازی، مسئولیت پذیری و اطلاع‌رسانی توجه زیادی نموده‌اند. برخلاف گذشته که بانک‌های مرکزی تصمیم‌های خود را در خفا و پشت درهای بسته می‌گرفتند، اکنون جزئیات جلسات کمیته‌های پولی و اعتباری که مهمترین مراکز تصمیم‌گیری در بانک‌های مرکزی است، به اطلاع همگان می‌رسد. بانک‌های مرکزی در کنار شفاف سازی، مسئولیت پذیری را نیز به عهده گرفته‌اند و خود را درقبال مسائل اقتصادی و تصمیمات بانک در مقابل عموم مسئول می‌دانند. اطلاع‌رسانی نیز به عنوان بخشی از فعالیت‌های ضروری بانک‌های مرکزی به حساب می‌آید.

## کارکردهای شفافیت در بازارهای مالی
پاسخگویی و مسوولیت‌پذیری، افزایش کارایی بازارهای مالی، کشف قیمت واقعی، تخصیص بهینه منابع سرمایه‌ای، حذف رانتهای اطلاعاتی، ایجاد بازار مدیران حرفه‌ای، تسهیل سرمایه‌گذاری خارجی و استقرار نظام حاکمیت شرکتی مهم‌ترین دستاوردهای شفافیت اطلاعاتی است. بازارهای پول، سرمایه، ارز و کالا در صورت داشتن عملکرد صحیح، اثر مثبت و قابل‌ملاحظه‌ای بر روی متغیرهای کلان اقتصادی دارند و توسعه این بازارها، نقش به‌سزایی در فرایند رشد اقتصادی هر کشور ایفا می‌کند.
همچنین بازار شفاف در بازار مسکن ورود سرمایه گذاران به این بخش را تسهیل میکند و باعث میشود، قیمت ها به ارزش واقعی برسد.